# Acusilas vilei
Espèce
Acusilas vilei est une espèce d'araignées aranéomorphes de la famille des Araneidae.

## Distribution
Cette espèce est endémique de Sulawesi en Indonésie. Elle se rencontre dans le parc national de Dumogo Bone.

## Description
Le mâle holotype mesure 3,72 mm.

## Étymologie
Son nom d'espèce lui a été donné en référence à Vile.

## Publication originale
- Schmidt & Scharff, 2008 : A taxonomic revision of the orb-weaving spider genus Acusilas Simon, 1895 (Araneae, Araneidae). Insect Systematics & Evolution, vol. 39, no 1, p. 1-38 (texte intégral).